# ريشون تيري
ريشون تيري (بالإنجليزية: Reyshawn Terry)‏ مواليد 7 أبريل 1984 في وينستون-سالم، هو لاعب كرة سلة أمريكي. بدأ مسيرته الاحترافية في سنة 2007. تم اختياره من قبل فريق أورلاندو ماجيك خلال الدرافت. يلعب مع فريق ريوكيو غولدن كينجز في دوري كرة السلة الياباني للمحترفين. يحمل الرقم 7. يبلغ طوله 6 قدم 8 بوصة (2.0 م).

## المسيرة الاحترافية
لعب مع نادي أريس لكرة السلة في موسم 2007–2008، ثم لعب مع جويرينو فانولي باسكت في الدوري الإيطالي في موسم 2007–2008، ثم لعب مع فيرتوس بالاكانسترو بولونيا في سنة 2009، ثم لعب مع أوبرادويرو لكرة السلة في الدوري الإسباني في موسم 2009–2010، ثم لعب مع بروس باسكتس في الدوري الألماني في موسم 2010–2011، ثم لعب مع لو مان سارت باسكت في الدوري الفرنسي في موسم 2013–2014.

## روابط خارجية
- ريشون تيري على موقع الدوري الأوروبي لكرة السلة (الإنجليزية)
- ريشون تيري على موقع كرة السلة الأوروبية.كوم (الإنجليزية)
- ريشون تيري على موقع كلية كرة السلة في سبورتس رفرنس.كوم (الإنجليزية)
- ريشون تيري على موقع ريلجم (الإنجليزية)
- ريشون تيري على موقع بروبوليرز (الإنجليزية)
- ريشون تيري على موقع سبورتس رفرنس (الإنجليزية)